# Equitazione ai Giochi della IX Olimpiade
Le competizioni di equitazione dai Giochi della IX Olimpiade si sono svolte nei giorni dall'8 all'11 agosto negli impianti Sports Park e Maartensdijk Forest ad Hilversum per le prove di dressage e cross-country e allo Stadio Olimpico di Amsterdam per le prove di salto.

## Podi
| Evento                                   | Oro                                                                                   | Perform. | Argento                                                         | Perform. | Bronzo                                                    | Perform. |
| Dressage individuale (dettagli)          | Carl von Langen                                                                       | 237,42   | Charles Marion                                                  | 231,00   | Ragnar Olson                                              | 229,78   |
| Dressage a squadre (dettagli)            | Germania Carl von Langen Hermann Linkenbach Eugen von Lotzbeck                        | 669,72   | Svezia Ragnar Olson Janne Lundblad Carl Bonde                   | 650,86   | Paesi Bassi Jan van Reede Pierre Versteegh Gerard le Heux | 643,32   |
| Salto ostacoli individuale (dettagli)    | František Ventura                                                                     | 0-0-0    | Pierre Bertrand de Bolanda                                      | 0-0-2    | Charles-Gustave Kuhn                                      | 0-0-4    |
| Salto ostacoli a squadre (dettagli)      | Spagna José Navarro José Álvarez Julio García                                         | 4,0      | Polonia Kazimierz Gzowski Kazimierz Szosland Michał Antoniewicz | 8,0      | Svezia Karl Hansen Carl Björnstjerna Ernst Hallberg       | 10,0     |
| Concorso completo individuale (dettagli) | Charles Pahud de Mortanges                                                            | 1969,82  | Gerard de Kruijff                                               | 1967,26  | Bruno Neumann                                             | 1944,42  |
| Concorso completo a squadre (dettagli)   | Paesi Bassi Charles Pahud de Mortanges Gerard de Kruijff Adolf van der Voort van Zijp | 5865,68  | Norvegia Bjart Ording Arthur Qvist Eugen Johansen               | 5395,68  | Polonia Michał Antoniewicz Józef Trenkwald Karol Rómmel   | 5067,92  |

## Medagliere
| Posizione | Paese          | Oro | Argento | Bronzo | Totale |
| --------- | -------------- | --- | ------- | ------ | ------ |
| 1         | Paesi Bassi    | 2   | 1       | 1      | 4      |
| 2         | Germania       | 2   | 0       | 1      | 3      |
| 3         | Cecoslovacchia | 1   | 0       | 0      | 1      |
| 3         | Spagna         | 1   | 0       | 0      | 1      |
| 5         | Francia        | 0   | 2       | 0      | 2      |
| 6         | Svezia         | 0   | 1       | 2      | 3      |
| 7         | Polonia        | 0   | 1       | 1      | 2      |
| 8         | Norvegia       | 0   | 1       | 0      | 1      |
| 9         | Svizzera       | 0   | 0       | 1      | 1      |
| Totale    | Totale         | 6   | 6       | 6      | 18     |